# Умершие в апреле 1995 года
Это список известных людей, соответствующих установленным критериям значимости (см. Википедия:Критерии значимости персоналий), умерших в апреле 1995 года.
Причина смерти указывается лишь в исключительных случаях (убийство, самоубийство, гибель в результате военных действий, смертная казнь, ДТП или несчастные случаи). В остальных случаях — не указывается.
- 2 апреля — Ханнес Альвен (86) — шведский физик, специалист по физике плазмы.
- 2 апреля — Пимен Панченко (77) — белорусский советский поэт, народный поэт Беларуси.
- 3 апреля — Анатолий Ласюк (73) — полный кавалер ордена Славы.
- 4 апреля — Юрий Заболотный (55) — украинский футболист и тренер.
- 7 апреля — Виктор Адамишин (33) — Герой России.
- 8 апреля — Фёдор Насекин (79) — участник Великой Отечественной войны, полный кавалер Ордена Славы.
- 9 апреля — Иван Русанов (79) — участник Великой Отечественной войны, Герой Советского Союза.
- 9 апреля — Иван Титов (77) — участник Великой Отечественной войны, Герой Советского Союза.
- 10 апреля — Пётр Алдуненков (73) — Герой Советского Союза.
- 10 апреля — Василий Алцыбеев (78) — Герой Советского Союза.
- 10 апреля — Борис Априлов (74) — болгарский детский писатель и драматург.
- 10 апреля — Андрей Белецкий (83) — украинский советский ученый-филолог.
- 10 апреля — Павел Гаврилин (75) — Герой Советского Союза.
- 10 апреля — Алексей Зайцев (80) — Герой Советского Союза.
- 10 апреля — Михаил Скрыпник (68) — полный кавалер ордена Славы.
- 12 апреля — Александр Филонов — Герой Советского Союза.
- 12 апреля — Сергей Хроленок — советский и российский историк.
- 15 апреля — Хана Ламдан (90) — израильский политик, депутат Кнессета.
- 16 апреля — Иван Одюков (71) — советский и российский учёный-филолог, кандидат филологических наук.
- 18 апреля — Роза Макагонова (67) — советская киноактриса, заслуженная артистка РСФСР.
- 18 апреля — Андрей Свистунов (73) — участник Великой Отечественной войны, Герой Советского Союза.
- 18 апреля — Виталий Цымановский (27) — командир. капитан; Герой России (2003).
- 19 апреля — Иван Миленький (72) — участник Великой Отечественной войны, Герой Советского Союза.
- 19 апреля — Владимир Палагин (80) — участник Великой Отечественной войны, Герой Советского Союза.
- 22 апреля — Иван Календюк (73) — лейтенант Советской Армии, участник Великой Отечественной войны, Герой Советского Союза.
- 24 апреля — Филипп Бухнин (72) — участник Великой Отечественной войны, Герой Советского Союза.
- 24 апреля — Иосиф Хейфиц (89) — советский кинорежиссёр.
- 24 апреля — Хидэюки Асихара (50) — выдающееся личность Будо, основатель Асихара Каратэ.
- 24 апреля — Стэнли Бербери (85) — австралийский юрист и политик, 21-й губернатор Тасмании.
- 25 апреля — Василий Ровенский (88) — участник Великой Отечественной войны, Герой Советского Союза.
- 25 апреля — Джинджер Роджерс (83) — американская актриса и танцовщица, обладательница премии «Оскар» (1940).
- 26 апреля — Григорий Лямпе (69) — советский, российский кино- и театральный актёр (фильм «Безымянная звезда», и др.)
- 27 апреля — Инна Веткина (68) — советский российский сценарист, одна из создателей передачи Кабачок «13 стульев».
- 27 апреля — Донат Лукшторауб — советский латвийский оперный певец.
- 27 апреля — Рэм Яворский (70) — российский советский историк и педагог.
- 29 апреля — Сергей Антонов (79) — русский писатель-прозаик и киносценарист.
- 29 апреля — Хаим-Бер Ходос (98) — советский учёный-медик, невропатолог, профессор, автор многократно переиздававшегося учебника нервных болезней для медицинских ВУЗов.